# Marysin (powiat krasnostawski)
Marysin – wieś w Polsce położona w województwie lubelskim, w powiecie krasnostawskim, w gminie Fajsławice.
W latach 1975–1998 miejscowość należała administracyjnie do województwa lubelskiego.
Wieś stanowi sołectwo gminy Fajsławice. Według Narodowego Spisu Powszechnego (III 2011 r.) wieś liczyła 167 mieszkańców.